# Simulium malyschevi
Simulium malyschevi är en tvåvingeart som beskrevs av Dorogostajsky 1935. Simulium malyschevi ingår i släktet Simulium och familjen knott. Inga underarter finns listade i Catalogue of Life.